# Градиште (коришко)
Градиште је тврђава у Србији, чији се остаци налазе узвишењу изнад (јужно) села Корише, североисточно од Призрена. Састоји се од цитаделе (Малог Града), око које се пружају подграђа (Велики Град) и спада у групу већих утврђења.

## Изглед утврђења
На највишем делу узвишице, простире се Мали Град у виду неправилног издуженог правоугаоника, правцем северозапад-југоисток. Дугачак је око 80 метара, док му се ширина креће од 30 (на југоисточном крају) до 25 метара (на северозападном крају). У његовом средишту, на највишој тачки, налазе се остаци велике правоугаоне грађевине, највероватније донжон куле. Унутар Малог Града уочљиви су темељи неколико зграда, док се на његовом јужном крају налазе остаци шестоугаоне или осмоугаоне куле, која је штитила страну, са које је прилаз утврђењу био најлакши.
Северозападно, северно, североисточно и источно од Малог Града, простире се подграђе (Велики Град), подељено бедемима на неколико одвојених целина. Унутар њега видљиви су остаци бедема, грађевина, као и неколико кула.